# Torridon
Torridon est un village dans les Northwest Highlands sur la rive du Loch Torridon, en Écosse. Le nom Torridon s'applique également à la zone entourant le village, en particulier les Torridon Hills, des montagnes au nord de Glen Torridon.